# John E. Guest
John Edward Guest (6 de diciembre de 1938-19 de mayo de 2012) fue un geólogo británico, pionero en el estudio de la vulcanología en el ámbito de la astronomía planetaria.

## Semblanza
Guest nació en Londres en 1938. Se graduó en la especialidad de geología por el University College de Londres en 1962, institución a la que permaneció ligado durante toda su carrera. Fue en esta universidad donde asentó los estudios de geología planetaria y de física vulcanológica, así como la primera instalación de Análisis de Imágenes Planetarias de la NASA fuera de los Estados Unidos.
Realizó su doctorado sobre los volcanes de Chile, confirmando su fascinación por la vulcanología, lo que le llevó a visitar  parajes volcánicos por todo el mundo. Formó parte del equipo anglo-italiano que realizó un detallado plano geológico del volcán Etna.
En el campo de la geología planetaria, analizó el origen de los cráteres lunares, llegando a la conclusión de que no son volcánicos, porque su formación es debida a impactos de cuerpos meteoríticos. Como colaborador de la NASA, desde 1973 extendió el campo de estudio de la vulcanología planetaria a las sucesivas misiones dirigidas a Mercurio, Marte y Venus, así como a la misión soviética a Marte de 1988.
Fue miembro de la Unión Astronómica Internacional desde 1938 hasta el final de su vida.
Falleció en su domicilio de Shropshire en 2012.

## Reconocimientos
- Premio G. K. Gilbert de la Sociedad Geológica de los Estados Unidos en 1991.

## Eponimia
- El cráter lunar Guest lleva este nombre en su memoria.[3]
- El asteroide (4325) Guest también conmemora su nombre.[4]